# Haitiophis anomalus
Haitiophis anomalus är en ormart som beskrevs av Peters 1863. Haitiophis anomalus är ensam i släktet Haitiophis som ingår i familjen snokar. Arten tillhör underfamiljen Dipsadinae som ibland listas som familj.
Inga underarter finns listade i Catalogue of Life.
Arten är med en längd omkring 150 cm eller något större en medelstor till stor orm. Födan utgörs av ödlor. Honor lägger ägg.
Arten förekommer på Hispaniola och på mindre öar i närheten. Honor lägger ägg. Arten levde ursprungligen på hela Hispaniola men året 2016 fanns bara ett litet utbredningsområde i sydvästra Dominikanska republiken kvar. En annan population finns fortfarande på Tortuga nordväst om Hispaniola. Haitiophis anomalus hittas i låglandet och i kulliga regioner upp till 500 meter över havet. Habitatet är torra skogar med taggiga träd.
Populationen minskade betydlig när fiender som tamkatter och manguster introducerades. I de flesta områden på huvudön försvann ormen efter att skogen ersattes med jordbruksmark. I det kvarvarande utbredningsområde inrättades skyddszoner. IUCN listar Haitiophis anomalus som sårbar (VU).